# Травоколірцеві (триба)
Травоколірцеві (лат. Chlorophorini Zamoroka, 2021) — триба скрипунових жуків у підродині Козакових. Типовим родом надтриби є Травоколірник (Chlorophorus Chevrolat, 1863).

## Молекулярна філогенія
Трибу Травоколірцеві введено на основі філогенетичного аналізу 5-ти генів 12S RNA, 16S rRNA, COI, 18S rRNA і 28S rRNA для окреслення групи родів Plagionotus – Chlorophorus – Demonax і їх близьких родичів. Ці роди утворюють окрему еволюційну лінію, яка відокремлена від триби Осівцеві (Clytini), куди вони раніше належали. Травоколірцеві (Chlorophorini) разом із трибами Осівцеві (Clytini) і Різьблярцеві (Anaglyptini) утворюють велику монофілетичну суперкладу виокремлену у надтрибу Травоколірцеві (Chlorophoritae), добре відмежовану на філогенетичному дереві підродини Козакових (Cerambycinae).

## Морфологія
Тіло сильно видовжене, субциліндричне, з волосяним візерунком у вигляді плям і поперечних смуг. Голова злегка видовжена, кліпеус добре розвинений. Лоб звужений, з тісно розташованими основами вусиків. Вусики видовжені, досягають щонайменше середини надкрил. Передньоспинка субсферична, поперечна або видовжена. Надкрила видовжені, паралельні, з усіченим вершком. Ноги видовжені. Стегна поступово потовщені у задній частині. Метепімери в чотири рази довші за ширину, виступають за задні кути першого вентрита.. 

## Розмаїття
До надтриби Травоколірцеві залічують такі роди: 
Наслідувачцеві – Plagionotina Zamoroka, 2021
1. Їжачець – Echinocerus Mulsant, 1862
2. Megacyllene Casey, 1912
3. Neoplagionotus Kasatkin, 2005
4. Placosternus Hopping, 1937
5. Наслідувач – Plagionotus Mulsant, 1842

Травоколірцеві – Chlorophorina Zamoroka, 2021
1. Травоколірник – Chlorophorus Chevrolat, 1863
2. Clytocera Gahan, 1906
3. Clytoleptus Casey, 1912
4. Demonax Thomson, 1861
5. Зеленявець – Humeromaculatus Özdikmen, 2011
6. Квапливець – Isotomus Mulsant, 1863
7. Чорнявець – Perderomaculatus Özdikmen, 2011
8. Rhabdoclytus Ganglbauer, 1887
9. Rhaphuma Pascoe, 1858
10. Sarosesthes Thomson, 1864
11. Sparganophorus Zamoroka, 2021